# كفر إلداد
كَفْرُ إِلْدَاد (بالعبرية: כְּפַר אֶלְדָּד) مستوطنة إسرائيلية أنشئت في محافظة بيت لحم المحتلة في الضفة الغربية، وهي خاضعة إسرائيليًّا لمجلس جوش عصيون الإقليمي. سُميت باسم إسرائيل إلداد، فيلسوف صهيونيٌّ أُكرانيٌّ وعضوُ منظمة ليحي الصهيونية المسلحة. أُسست المستوطنةُ سنة 1994 على يد شمعون أيزنبرغ حيث أقامت إلى حينٍ في مقطورات سكنية أسرٌ قادمة من مستوطنة نَوْكَدِيم، واستوطنها مهاجرون روسيون.